# Afrophion hynnis
Afrophion hynnis är en stekelart som först beskrevs av Ian D. Gauld och Mitchell 1978.  Afrophion hynnis ingår i släktet Afrophion och familjen brokparasitsteklar. Inga underarter finns listade i Catalogue of Life.